# Quadern de bitàcola
|  | Aquest article tracta sobre el document emprat en navegació. Si cerqueu el que es fa servir a internet, vegeu «blog». |

El quadern de bitàcola en marina mercant, és un document (llibreta, llibre…) en què els pilots, a les seves respectives guàrdies, anoten l'estat de l'atmosfera, els vents que bufen, els rumbs que es fan, la força de les màquines amb què es navega o el velam que utilitzen (en el cas dels vaixells de vela), la velocitat de la nau i els fets importants esdevinguts durant la navegació. Antigament, quan els vaixells no tenien el pont cobert era costum guardar aquest quadern a l'interior de la bitàcola per a preservar-lo de les inclemències del temps, i d'aquí va agafar el nom. Del contingut del quadern de bitàcola, el capità n'extreu la informació que utilitza per complimentar el diari de navegació.